# 101-я отдельная бригада охраны Генерального штаба Украины
101-я отде́льная брига́да охра́ны Генера́льного Шта́ба Украи́ны имени генерал-полковника Геннадия Воробьёва (укр. 101-ша окрема бригада охорони Генерального штабу України) — элитное соединение в составе Вооружённых Сил Украины, которое подчиняется непосредственно начальнику Генерального штаба — Главнокомандующему Вооружённых Сил Украины.

## История
Отдельная бригада охраны Генерального штаба вооружённых сил Украины была создана 10 марта 1992 года на основе 368-го отдельного батальона охраны и обслуживания штаба Киевского военного округа, а ещё раньше на этой территории находилось Киевское высшее общевойсковое командное училище. На момент создания в состав бригады входили: батальон охраны, почетный караул, батальон пунктов управления, автомобильный батальон и подразделения обеспечения.
7 июня 1995 года был сформирован второй батальон охраны, а 11 сентября того же года — третий.
Военнослужащие бригады принимали участие в проведении командно-штабных учений «Форпост-2002», «Восток-Запад», «Реакция-2005», «Артерия-2007», «Чистое небо», «Решительное действие-2008», «Взаимодействие-2010», «Адекватное реагирование-2011». Во время выполнения боевых задач по обеспечению командно штабных учений военнослужащие проявляли решительность и инициативность, а их действия были высоко оценены руководством Генерального штаба вооружённых сил Украины. Так, во время общегосударственных командно-штабных учений «Взаимодействие-2010» охране и обороне объединённого командного пункта Генштаба осуществлял батальон бригады во главе с заместителем командира подполковником Павлом Пивоваренком. А в рамках подготовки к научно-исследовательских учений «Адекватное реагирование-2011» военнослужащие 12 взводов бригады на полигоне 1-й танковой бригады (Черниговская область) осуществили упражнения по стрельбе из стрелкового оружия, бросков гранат, управления БТР и ведения огня из них.
Отдельная бригада охраны Генерального штаба Вооружённых Сил Украины подчинена начальнику Генерального штаба — Главнокомандующему Вооружёнными силами Украины и является элитным соединением Вооружённых сил Украины. Новобранцев сюда отбирают как к спецназначения: чтобы попасть в 101-й бригады, необходимо иметь отличное здоровье, рост не менее 175 см, быть из благополучной семьи, не иметь приводов в полицию, иметь полное среднее образование и успешно пройти ряд психологических тестов. Представители бригады лично отбирают всех кандидатов.
За время существования с бригадой происходили как структурные, так и количественные изменения, которые в первую очередь были связаны с проведением коренных реформ в вооружённых силах: вводились в штат новые подразделения, совершенствовалась программа обучения молодого пополнения и боевой выучки рядовых военнослужащих, накапливался опыт организации и осуществления караульной службы, ведь именно в этой части выставляется самая большая гарнизонная по количеству личного состава и наличия охранных постов и объектов охрана в ВСУ. Только 101-я бригада, заступая на круглосуточную охрану и оборону ГШ ВСУ, выставляет более 40 вооружённых военнослужащих. Три батальона бригады дежурят посменно, пока один дежурит в карауле, второй готовится сменить, а третий занимается в части.

### Война на востоке Украины
Первые подразделения 101-й бригады вошли в зону боевых действий на востоке Украины 3 августа 2014 года. Её военнослужащие сопровождали более 300 конвоев на передовую и осуществили более 10 боевых разведывательных выходов.
16 февраля 2015 года во время разведки обстановки неподалёку Дебальцево, разведгруппа возвращалась из населённого пункта Центральное, и в районе Комиссаровки её конвой попал в засаду. Шесть военнослужащих получили ранения. По тревоге была поднята резервная группа, которую возглавили полковник Донов с майором Чернецким. При поддержке 4 БМП-1, 3 БТР-4 Национальной гвардии и 2 БТР 25-го батальона территориальной обороны отправились к месту обстрела. С подходом резерва удалось спасти из-под огня раненых товарищей. В итоге — четверо военнослужащих погибли, около двенадцати получили ранения.
16 февраля БТР-80 бригады был подбит неподалёку Дебальцевского вокзала, остановившись на железнодорожных путях. Народная милиция 19 февраля выложили видео, на котором демонстрировали документы погибшего военного корреспондента Дмитрия Лабуткина.
По состоянию на 1 марта 2020 года бригада потеряла в ходе войны на востоке Украины 14 человек погибшими.

### Вторжение России в Украину (2022)
В феврале 2022 г. подразделения бригады участвовали в обороне Киева и его окрестностей от российского вторжения.
26 февраля 2022 года 8 бойцов бригады были приняты за вражеских диверсантов и погибли в результате дружеского огня от неизвестного подразделения ВСУ на проспекте Победы в Киеве возле станции метро Шулявская.
2 июля 2022 года боец 101-й бригады сбил с переносного зенитно-ракетного комплекса «Игла» вражескую крылатую ракету Х-22, летевшую в сторону Киева.

## Структура
- управление, штаб

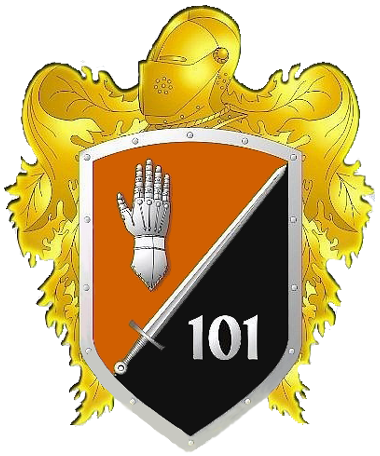
Нагрудный знак бригады

- 1-й батальон охраны (3 роты, один взвод спецназначения)
- 2-й батальон охраны (3 роты, один взвод спецназначения)
- 3-й батальон охраны (3 роты, один взвод спецназначения)
- 4-й батальон охраны (3 роты, один взвод спецназначения)
- 1-я отдельная рота охраны и обслуживания (при ГУ ВКР ДКР СБУ)
- рота связи
- ремонтная рота
- медицинская рота
- автомобильная рота
- рота материально обеспечения
- комендантская рота
- инженерно-сапёрная рота
- взвод РХБЗ
- зенитно-ракетный взвод
- оркестр
- взвод снайперов

## Оснащение
- ПМ, АК-74 и его модификации, СВД, РПГ-7, РПК-74 и его модификации, ПЗРК «Игла»,СПШ,АПС,РГД,Ф1.
- БТР-80, его командно-штабная версия БТР-80К,БТР-70,ГАЗ-66 (Р-142Н), ЗИЛ-131, Урал-4320, УАЗ-469, Камаз в модификациях.МАЗ,FORD,VOLKSWAGEN,ГАЗ 3110,КРАЗ

## Командиры
- полковник Емцев, Виктор Анатольевич (1992—1996)
- полковник Заводской, Виктор Андреевич (1996)
- полковник Езерницкий, Леонид Иосифович (1996—1997)
- полковник Ковалик, Игорь Дмитриевич (1997—1999)
- полковник Дублян, Александр Владимирович[укр.] (1999—2004)
- полковник Таран, Алексей Валерьевич (2004—2007)
- полковник Гайтанжи, Алексей Борисович (2007—2010)
- полковник Якимец, Пётр Олегович[укр.] (2010—2012)
- полковник Швец, Николай Николаевич[укр.] (2012—2018)
- полковник Донов, Алексей Владимирович (2018—2021)
- полковник Вдовиченко, Александр Петрович (2021)
- подполковник Войтенко, Иван Иванович[укр.] (с 2021)

## Погибшие
- Кучеренко, Владислав Игоревич — 28 сентября 2014, Камянка
- Ошека, Максим Петрович — 15 октября 2014,
- Добрань, Андрей Дмитриевич — 7 февраля 2015, Дебальцево
- Законов, Василий Игоревич — 7 февраля 2015, Дебальцево
- Клочан, Александр Викторович — 7 февраля 2015, Дебальцево
- Барвин, Дмитрий Владимирович — 16 февраля 2015, Дебальцево
- Иваничко, Михаил Иосифович — 16 февраля 2015, Дебальцево
- Тимошенко, Роман Васильевич — 16 февраля 2015, Дебальцево
- Коваль, Олег Владимирович — 17 февраля 2015, Дебальцево
- Недоводиев, Никита Александрович — 17 февраля 2015, Дебальцево
- Федорченко, Вадим Александрович — 17 февраля 2015, Дебальцево
- Брощак, Игорь Казимирович — 19 июня 2016[8]
- Никоненко, Ярослава Сергеевна — 15 октября 2019, Марьинка